# 裳着

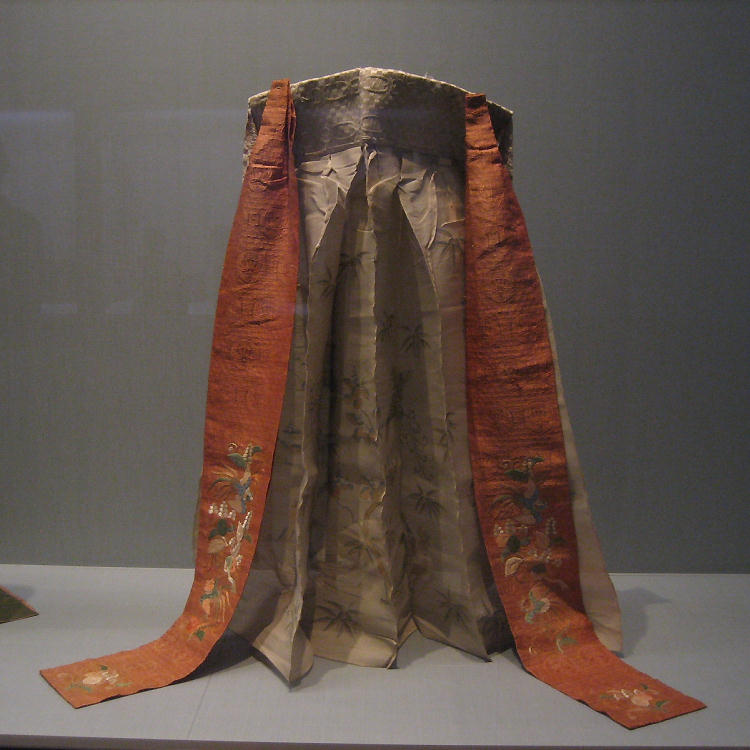
裳（江戸時代の作、東京国立博物館所蔵）。

裳着（もぎ）は、平安時代から安土桃山時代にかけて、女子が成人したことを一族および他氏に対して示すことを目的として行われた通過儀礼。
なお、通説では初潮を迎えた後の10代前半の女子が対象とされている。成人したものとして当該の女子に初めて裳を着せる式で、裳着を済ませることで結婚などが許可された。
女子に裳を着せる役は腰結（こしゆい）と称され、徳望のある者から選ばれた。日取りは吉日が選ばれ、裳の腰紐を結び、髪上げをするほか、「鉄漿親」（かねおや）の立ち会いのもと、女子は初めてお歯黒を付け、眉を剃り、厚化粧をして殿上眉を描いた（引眉）。これ以降、裳着を済ませた者は、小袖は白を、袴は緋（ただし、江戸時代以降は結婚まで引き続き濃紫）を着ることとされた。
江戸時代以降、武家と庶民において女性の成人儀礼は男性同様に元服と称し、実施年齢も18歳から20歳ぐらいに引き上げられ、または結婚と同時に行うようになった。